# Championnat de France de hockey sur glace 1924-1925
Saison précédente Saison suivante
La saison 1924-1925 est la 11e saison du championnat de France de hockey sur glace. La saison 1923-1924 n'eut pas lieu en raison des jeux olympiques.

## Bilan
Le club HC Chamonix-Mont-Blanc est champion de France pour la deuxième fois.

## Référence
Résultats de la saison sur Hockeyarchives